# 7219 Satterwhite
7219 Satterwhite è un asteroide della fascia principale. Scoperto nel 1981, presenta un'orbita caratterizzata da un semiasse maggiore pari a 2,6269997 UA e da un'eccentricità di 0,2432235, inclinata di 2,09937° rispetto all'eclittica.